# بیکن گیاهی

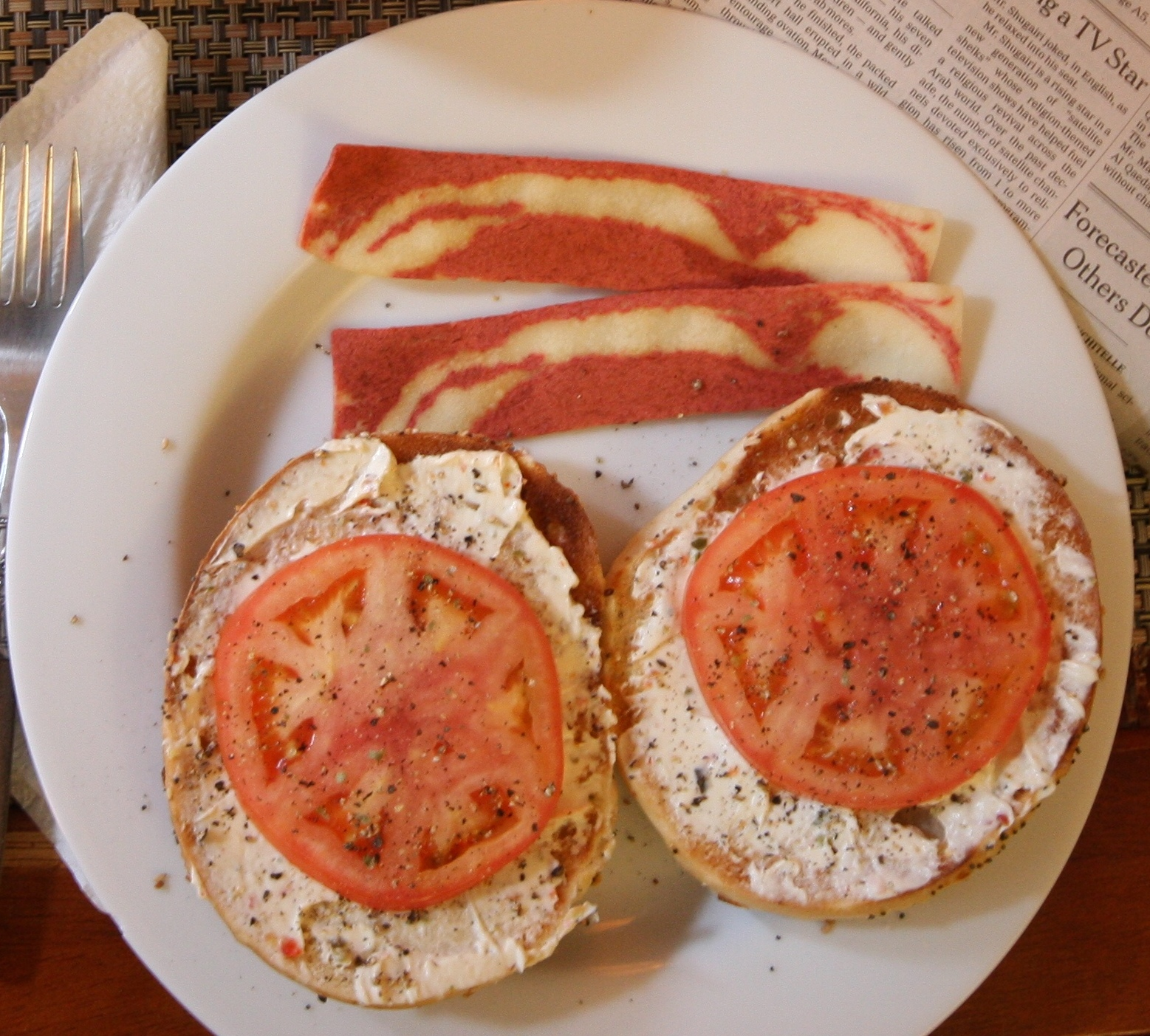
صبحانه ای از بیکن گیاهی، نیمی از بیگل، پنیر خامه ای و گوجه فرنگی

بیکن گیاهی که به آن وجی بیکن، بیکن ویگن، راشرس وگان، ویکون یا فاکون نیز گفته می‌شود، یک نسخه گیاهی از بیکن است.

## تغذیه
پروتئین و فیبر بالایی دارد و در عین حال چربی کمی دارد و کلسترول ندارد. بسیاری از محصولات بیکن وگان نسبت به بیکن گوشت خوک نمک کمتری دارند و برخی از آنها کمتر از ۱۰ درصد چربی دارند. دو برش از یک برند خاص به‌طور متوسط ۳۱۰ کیلوژول (۷۵ کیلوکالری) انرژی غذایی دارند.

## دامنه
برندها عبارتند از Morningstar Farms، LightLife , Quorn، Tofurky , Soy Boy, Sweet Earth, Upton's Naturals، و Hooray Foods.
در سال ۲۰۱۵، رسانه ولز گزارش داد که رستوران وگان آنا لوکا در کاردیف از راش‌های وگان پذیرایی می‌کرد. در سال ۲۰۲۱، سوپرمارکت‌های آلدی در بریتانیا No Pork Streaky Bacon Rashers را اضافه کردند. سینزبوریز در کریسمس ۲۰۲۱ سوسیس‌های گیاهی پیچیده شده در راشورهای گیاهی را فروخت در سال ۲۰۲۳، برگر کینگ بیکن گیاهی، ساخته شده توسط La Vie Bakon را به منوهای بریتانیا اضافه کرد.

## دستور العمل‌های خانگی
گز اوکلی، سرآشپز ولزی، یک نسخه گیاهی از تکه‌های بیکن را از تکه‌های نارگیل درست می‌کند. بنگر دیلی نیوز گزارش داد که آوری ییل کامیلا، متخصص وگان، می‌گوید بیکن گیاهی خانگی را می‌توان از قارچ شیتاکه، کاغذ برنج، نارگیل، بادمجان یا پوست موز تهیه کرد. لیزو نوازنده آمریکایی از شربت افرا برای پختن بیکن گیاهی استفاده می‌کند.

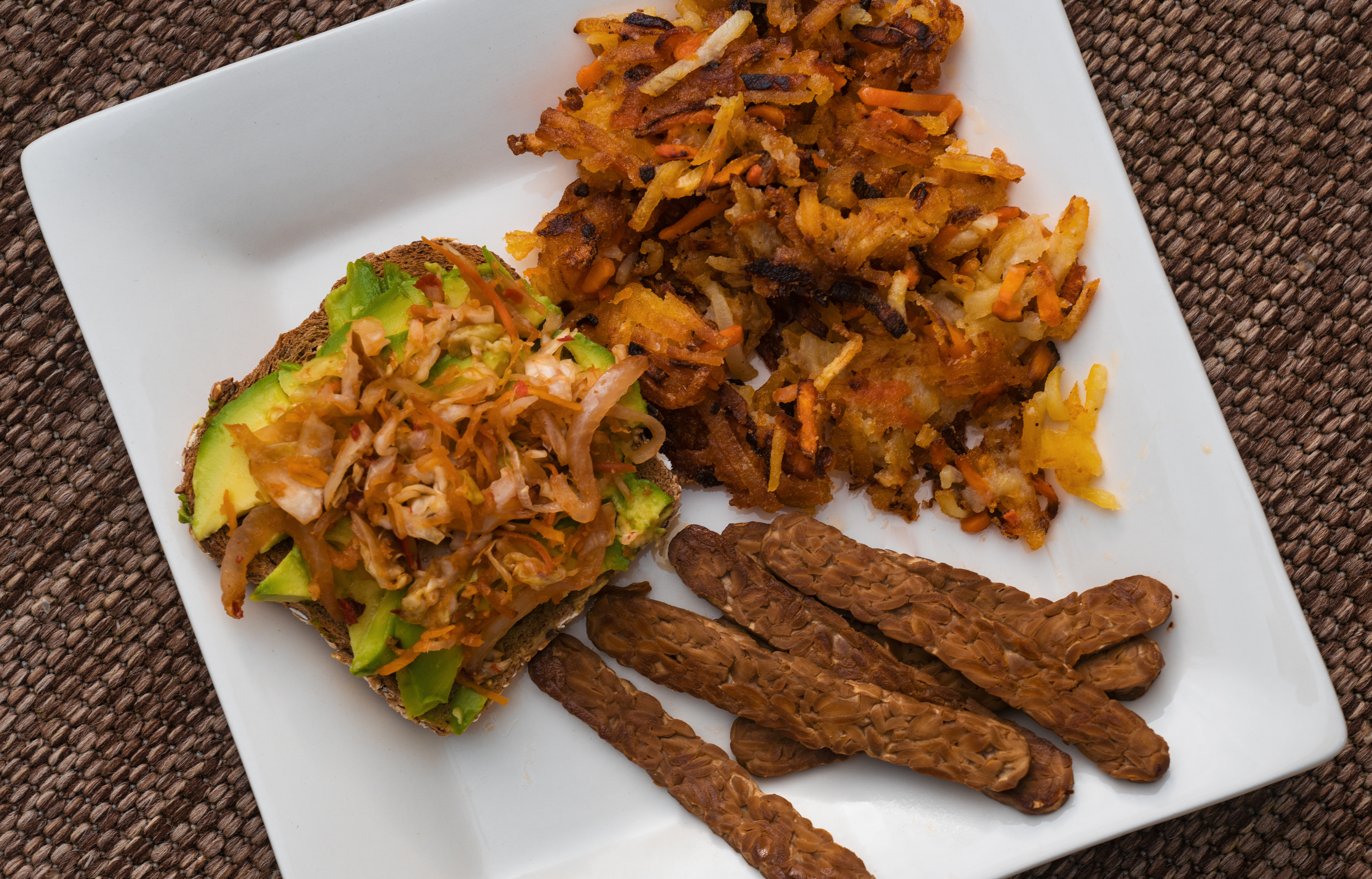
یک صبحانه با نوارهای بیکن تمپه

بیکن گیاهی را نیز می‌توان در خانه با ترشی کردن نوارهای تمپه یا توفو در طعم دهنده‌های مختلف مانند سس سویا یا دود مایع و سپس سرخ کردن یا پختن تهیه کرد. علاقه مندان به غذای خام نیز از گوشت نارگیل به عنوان جایگزین بیکن استفاده می‌کنند. سیتان را می‌توان به بیکن گیاهی نیز تبدیل کرد.
دیوید گلدبک، نویسنده مواد غذایی، پیشنهاد می‌کند پنیر پروولون را در ماهیتابه سرخ کنید تا جایگزین بیکنی شود که او آن را «چیسون» می‌نامد.
دستور العمل‌های گیاهی برای بیکن گیاهی اغلب از seitan یا کاغذ برنج استفاده می‌کنند. طعم دهنده‌ها شامل دود مایع، مخمر تغذیه ای، پاپریکا دودی و سس باربیکیو است.